# Dillon (Montana)
Dillon é uma cidade localizada no estado americano de Montana, capital do  Condado de Beaverhead. Deve seu nome a Sidney Dillon (1812-1892), um executivo ferroviário norte-americano.

## História

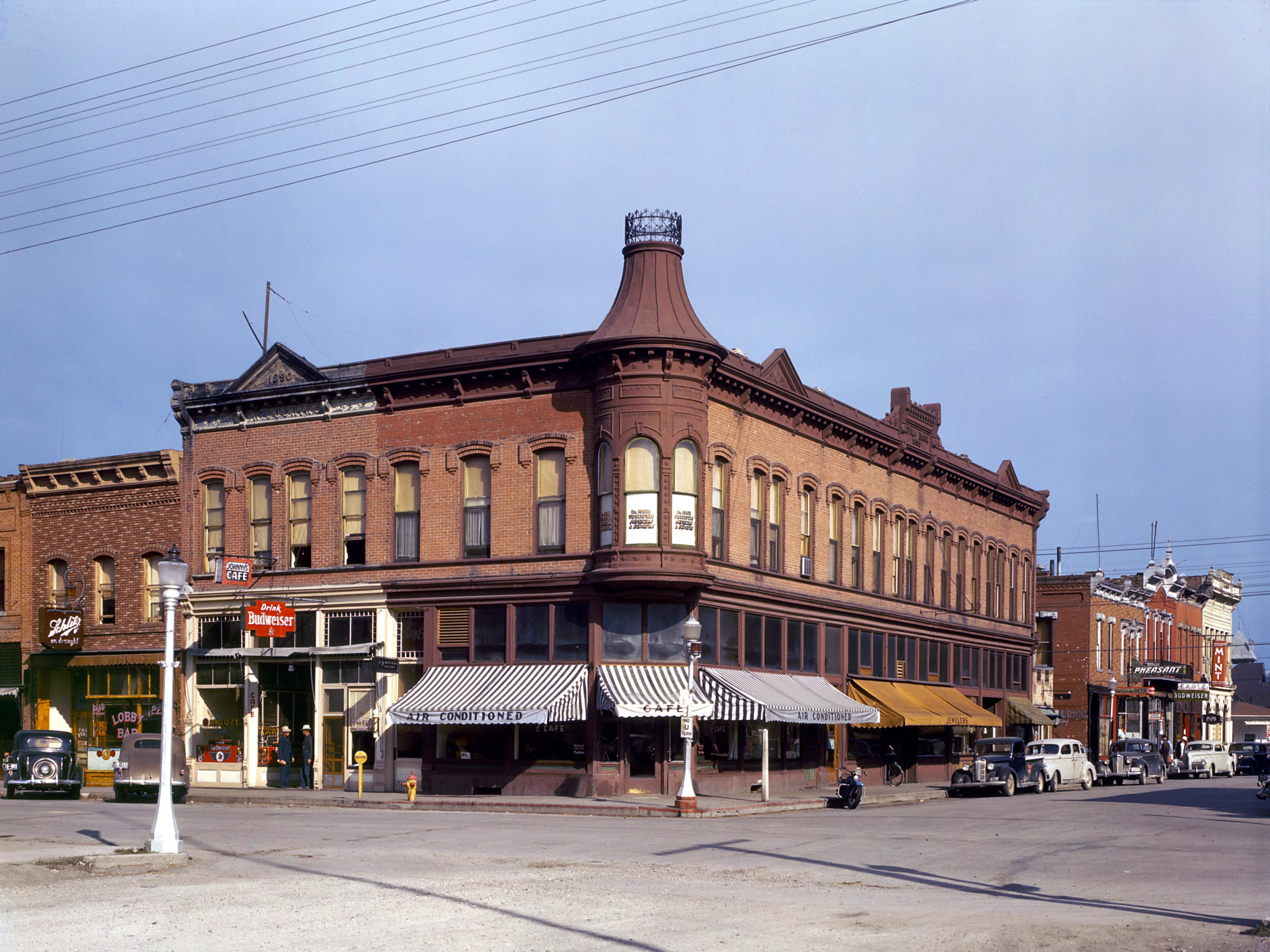
Rua de Dillon (Montana), em 1942. A fotografia é de Russell Lee.

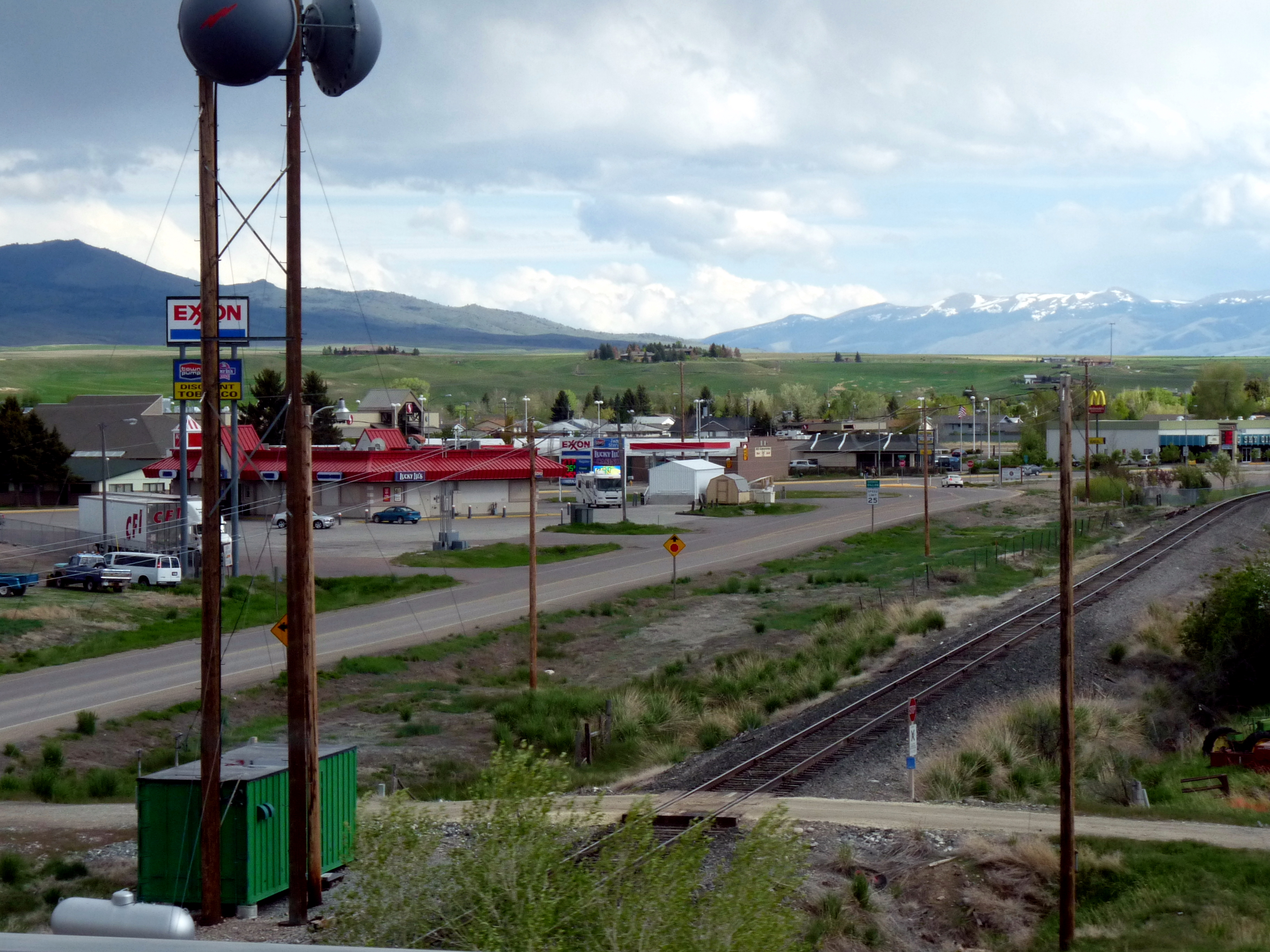
Vista de Dillon, a partir da auto-estrada interestadual n.º 15

Dillon foi fundada no vale do rio Beaverhead como uma vila ferroviária em 1880 pelo presidente da empresa ferroviária Union Pacific Sidney Dillon, daí o seu nome.
A localização de Dillon foi selecionada pela empresa ferroviária por causa da proximidade das minas de ouro na área, como Bannack. 
Foi descoberto ouro no rio Grasshoper em 1862, em Bannack. A primeira febre do ouro na área teve lugar em Argenta foi em 1920 e durou 30 anos. O primeiro minério descoberto nas imediações de Dillon foi prata. O ouro foi descoberto pouco depois da descoberta da prata.
Dillon serviu para o transporte de mercadorias para cidades mineiras como Bannack, Argenta, Glen, e Virginia City.
Em 1881 Dillon tornou-se a capital do condado, substituindo Bannack. Em 1882 foi edificado o primeiro edifício em tijolo. Em 1884 Dilon tornou-se uma cidade incorporada e começaram a ser construídas as primeiras habitações permanentes. Enquanto muitas das cidades mineiras à volta de Dillon desapareceram, Dillon manteve-se devido ao caminho de ferro e à minas de talco na área.
A indústria pecuária foi fundada em 1860, enquanto nascia Dillon. Dillon chegou a ser a maior exportadora de lã do estado de Montana. 
A University of Montana Western ("Universidade de Montana Ocidental") foi fundada em 1893 e ainda se está em funcionamento.

## Geografia
De acordo com o United States Census Bureau tem uma área de 4,2 km², dos quais 4,2 km² cobertos por terra e 0,0 km² cobertos por água. A cidade é banhada pelo Rio Beaverhead.

### Clima
Dillon tem um  clima semiárido, com invernos frios e secos e verões quentes e chuvosos.

### Localidades na vizinhança
O diagrama seguinte representa as localidades num raio de 56 km ao redor de Dillon. 

## Demografia
Segundo o censo norte-americano de 2010 a sua população era de 4134 habitantes. 
Tendo uma densidade populacional de 888,3 hab/km²). Segundo o mesmo censo, 94,5 da população era branca; 3,43% eram latinos; 1,43% eram ameríndios, 0,63% eram ilhéus do Pacífico;0,60% era, de outras raças e 1,89 pertenciam a duas ou mais raças e apenas 0,3 eram afro-americanos.

## Residentes notáveis
- Edwin L. Norris - antigo Governador de Montana
- Benjamin F. White, último governador do Território de Montana

## Educação
Dillon é sede da  University of Montana Western, antigamente  Western Montana College, e em Dillon existe  a escola secundária Beaverhead County High School.

## Media

### Rádio
As principais rádios da cidade são:
- KDBM AM 1490 e  KBEV-FM 98.3,pertencentes à empresaDead-Air Broadcasting Company.
- KDWG FM 90.9 transmitida a partir da  Universidade de Montana Ocidental.
- K219DN é a representante local da KUFM (FM), rádio pública da Universidade de Montana

### Televisão
As principais estações televisivas do estado de Montana, operam a partir da cidade de
Butte:
- KXLF (Channel 4) afiliada à CBS
- KTVM (Channel 6) afiliada à NBC
- KUSM (Channel 9) afiliada à PBS

### Jornais
Dillon tem dois jornais principais.
- Dillonite: que inclui secções de listas de empregos na área de Dillon, anúncios de vendas, atividades recentes na comunidade.
- Dillon Tribune: informações sobre esportes/desportos, obituários, comunidade, classificados, tempo e calendário.

## Lista de marcos
A relação a seguir lista as entradas do Registro Nacional de Lugares Históricos em Dillon. O primeiro marco foi designado em 15 de outubro de 1966 e os mais recentes em 2 de dezembro de 2019. Aqueles marcados com ‡ também são um Marco Histórico Nacional.
- Andrus Hotel
- Barrett Hospital
- Beaverhead Rock-Lewis and Clark Expedition
- Birch Creek CCC Camp
- Canyon Resort Airways Beacon
- Clark's Lookout, August 13, 1805
- Dillon City Hall Historic District
- Dillon City Library
- Distrito Histórico de Bannack‡
- Hotel Metlen
- Lamarche Game Trap
- Martin Barrett House
- Montana State Normal School
- Oregon Short Line Passenger Depot
- US Post Office-Dillon Main
- Van Camp-Tash Ranch
- William F. Henneberry Homestead